# Jasmine Directory
Jasmine Directory este un director web creat de românul Robert Gomboș și Pécsi András, care furnizează site-uri web clasificate în funcție de subiect și după regiune. Acest director oferă o gamă largă de 14 categorii ordonate pe subiecte și regiuni cu resurse alese manual și revizuite pentru utilizatorii săi. Jasmine Directory are, de asemenea, un blog, unde utilizatorii pot găsi o listă cu cele mai bune directoare web, sfaturi de marketing pentru întreprinderile mici și informații despre istoria calculatoarelor.
Editorii Jasmine Directory adaugă manual resurse în index (90% din listările de pe Jasmine Directory au fost adăugate manual, potrivit co-fondatorului Robert Gomboș); proprietarii site-urilor pot sugera, de asemenea, site-urile pentru o revizuire prin plata unei taxe, cu toate că includerea nu este garantată în cazul în care resursele propuse nu sunt conforme cu regulamentul editorial. Datorită libertății editoriale implicate în procesul de listare, motoarele de căutare văd listările în „directoarele de calitate” drept citări prețioase. Proprietarii de site-uri raportează că prezentarea site-urilor în astfel de directoare web poate fi o procedură utilă.

## Istoric
Fondat în 2006 și lansat trei ani mai târziu, în 2009, la Universitatea de Tehnologie și Economie din Budapesta de Pécsi András și Robert Gomboș, proiectul a fost dezvoltat folosind un cod de bază produs de TOLRA Micro Systems Limited.
În prezent, Jasmine Directory este deținut de GnetAds, care își are sediul în Valley Cottage, NY.

## Structură
Jasmine Directory este relativ bogat în conținut. Directorul are un total de 10.901 site-uri organizate în 14 categorii. Conținutul directorului este ordonat în funcție de subiect. Unele dintre categoriile incluse în Jasmine Directory sunt: Arte și științe umaniste, Business și finanțe, Calculatoare și tehnologie, Sănătate și fitness, Casă și grădină și Internet și marketing. Alte categorii sunt Copii și adolescenți, Agrement și călătorie, Știri și politică, Oameni și societate, Recreere și sport, Regionale, Știință și referință și Cumpărături și e-commerce. Jasmine Directory oferă sub-categorii categoriilor principale, care sunt la rândul lor aranjate în ordine alfabetică.

## Recenzii
În 2013 și 2014, Jasmine Directory a fost adăugat de Ken Anderson – proprietarul și operatorul Magic City Morning Star – în „top zece directoare web”, unde fiecare director este revizuit trimestrial. De asemenea, acesta a evaluat Jasmine Directory în cinci domenii-cheie: estetică (8/10), dimensiune (9/20), intuiție (19/20), calitate (22/25) și utilitate (22/25). Ann Smarty – search marketer și editorialist la Entrepreneur – menționează Jasmine Directory ca oferind o „experiență valoroasă utilizatorilor”.
Moz a atribuit Jasmine Directory o autoritate de domeniu de 60/100, o autoritate de pagină a indexului său de 67/100, MozRank de 6,81 și MozTrust de 6,64. Fluxul său de încredere este de 59, iar fluxul de citare este de 49. Rangul său de trafic Alexa era în mai 2017 de 21.057.